# Назим
Назим (рос. Назым) — річка у Росії, права притока Обі, тече у Ханти-Мансійському автономному окрузі.

## Фізіографія
Назим витікає з болота на західному краї вододільної височини Сибірські Ували на півночі Ханти-Мансійського району Ханти-Мансійського автономного округу на висоті 120—130 м над рівнем моря. Від витоку тече спочатку на південний захід, але потім поступово повертає на південній схід. У південно-східному напрямку Назим більше 100 км тече паралельно Обі на відстані 25–30 км від її русла, але у зворотному напрямку; лише перед самим гирлом Назим приймає південний напрямок. Назим впадає в Об на висоті 18 м над рівнем моря біля колишнього села Приобське, за 15 км вище по течії Обі від гирла Іртиша і розташованого при ньому міста Ханти-Мансійськ. У гирлі Назим має близько 170 м завширшки і глибину понад 1 м; швидкість плину 0,3 м/с.
На південно-східному відрізку Назим тече удовж підвищення з абсолютними висотами 120—160 м, яке обмежує його басейн справа і відділяє його басейн від басейну власне Обі; на цьому відрізку Назим не має помітних приток, його правий берег високий і стрімкий, порослий лісом. Лівий берег — плоска заболочена низовина з великою кількістю озер, з якої у Назим стікають численні дрібні притоки.
Притоки: Вийвар, Єв'юган, Сорум'юган, Ітьях — ліві, Хул'юган, Тат'юган, Синьюган, Нахсат'юган — праві.

## Гідрологія
Довжина річки 422 км, площа басейну 15 200 км². Середньорічний стік, виміряний у 36nbsp;км від гирла біля села Кишик у 1969—1997 роках, становить 87 м³/с. Багаторічний мінімум стоку спостерігається у березні (32,4 м³/с), максимум — у травні (255 м³/с). За період спостережень абсолютний мінімум місячного стоку (20,9 м³/с) спостерігався у березні 1969 року, абсолютний максимум (447 м³/с) — у травні 1987.
Річка замерзає у жовтні, скресає наприкінці квітня — у травні; повінь з травня до жовтня. Живлення мішане з переважанням снігового.

## Інфраструктура
Назим судноплавний на 42 км від гирла до села Кишик.
Басейн Назима повністю лежить у межах північної частини Ханти-Мансійського району Ханти-Мансійського автономного округу. Єдине постійне поселення на річці — село Кишик (близько 800 жителів), місце компактного проживання хантів. В Кишику існує етнографічний музей хантів. Автодоріг в околицях річки немає.